# Adams (Tennessee)
Pour les articles homonymes, voir Adams.
Adams est une municipalité américaine située dans le comté de Robertson au Tennessee.
Selon le recensement de 2010, Adams compte 633 habitants. La municipalité s'étend sur 2,68 milles carrés (6,94 km2).

## Histoire
Quand le chemin de fer arrive sur l'emplacement actuel d'Adams, en 1858, il traverse la propriété de Reuben Adams. La gare qui y est créée prend alors le nom d'Adams Station.
La localité devient une municipalité en 1869, sous le nom de Red River. Elle adopte le nom d'Adams à partir de 1898. Elle perd son statut de municipalité à plusieurs reprises, sa dernière incorporation ayant eu lieu en 1963.